# قاسم‌آباد (قزوینه)
قاسم‌آباد نام روستایی در دهستان قزوینه در بخش مرکزی شهرستان کنگاور واقع در استان کرمانشاه است. طبق سرشماری سال ۱۳۸۵ جمعیت این روستا ۸۶ نفر در ۲۶ خانوار است.